# タケオ州
タケオ州（タケオしゅう、Takéo Province）は、カンボジアの州である。州都はタケオ。
1992年に自衛隊が初めて国連平和維持活動の一環で海外派遣を行った場所でもある。
タケオ州は、10郡に分かれる。
- 2101 Angkor Borei
- 2102 Bati
- 2103 Bourei Cholsar
- 2104 Kiri Vong
- 2105 Kaoh Andaet
- 2106 Prey Kabbas
- 2107 Samraong
- 2108 Doun Kaev
- 2109 Tram Kak
- 2110 Treang